# Vlákna z karbidu křemíku
Vlákna z karbidu křemíku jsou textilní materiály používané téměř výhradně jako keramické výztuže kompozitů.
Vlákna se vyrábí od roku 1967, V roce 2017 dosáhl celosvětový výnos z prodeje 240 milionů USD.

## Způsoby výroby a vlastnosti vláken

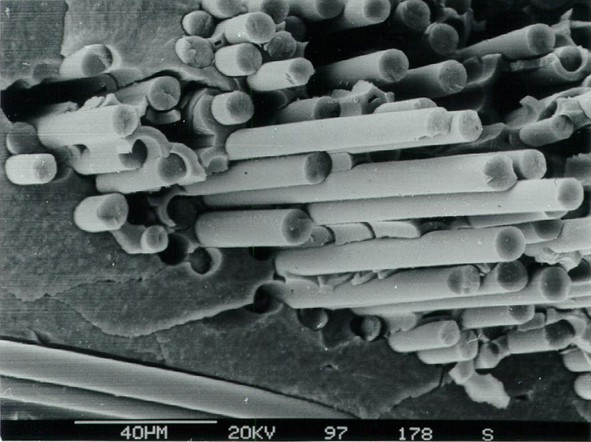
Průřez kompozitem s matricí i vyztužovacími vlákny z SiC (1 000krát zvětšeno)

Kontinuální vlákna s průměrem 10-100 µm se vyrábí (stejně jako borová vlákna) metodou CVD. Zdrojem křemíku a uhlíku jsou alkylsilany (např. CH3SiCl3), které jsou v reaktoru při teplotách cca 1 300 °C redukovány vodíkem. Vzniklý karbid křemíku se usazuje na uhlíkovém substrátu o tloušťce 10–20 μm. Hotová vlákna se značí SiC/C.
Vlákna s průměrem pod cca 15 μm se získávají z polymerních prekurzorů. Např. při výrobě Nicalonu® se tepelně zpracovává polydimethylsilan za vysokého tlaku. Potom se destiluje ve vakuu, kde vzniká karbosilan, který se spřádá a hotová vlákna se nechají oxidovat při teplotě kolem 200 °C. Nicolan obsahuje kolem 60 % křemíku, 30–40 % uhlíku a 1–10 % kyslíku a má hustotu 2,95 g/cm3. Materiál se dodává jako roving, tkanina a nebo vlákna sekaná na délku od 1 mm. Vlákna jsou zpravidla napuštěna šlichtou z polyvinylalkoholu (PVA).
Vlákna Sylramic s obsahem 96 % křemíku a 3 % TiB2 mají průměr 10 µm a tažnou pevnost přes 3 Gpa.
Nejnovější vlákna jsou vyráběna z methylpolydisilylazanu (MPDZ) a hydridopolysilylazanu (HPZ). Tato vlákna jsou amorfní a obsahují jak Si a C, tak i N a O.
V roce 2017 se celkový objem výroby ve světě dělil mezi kontinuální a krátká vlákna v poměru cca 55/45 %.

### Whiskery
Whiskery se získávají pyrolýzou prekurzorů. K nejlevnější výrobě se jako výchozí materiál využívají rýžové slupky, které se žíhají při vysokých teplotách (až 1 600 °C) v inertní atmosféře. Zde dochází k rozkladu organických látek a k přeměně ve slupkách přítomného SiO2 na vláknitý karbid křemíku. Vlákna mají průměr několika µm a délku řádově do 5 mm. Zatímco vlákna z karbidu křemíku mají tažnou pevnost cca 2,5 GPa, dosahují whiskery z tohoto materiálu až osminásobnou pevnost.
Whiskery se začaly zkušebně používat už v 50. letech 20. století jako výztuž kompozitů. Výzkumníci si slibovali velký technologický pokrok od principu přenosu zatížení z matrice kompozitů na whiskery. Očekávání se však dosud (2013) splnilo jen částečně, protože nebyly překonány některé problémy při výrobě a u whiskerů byly zjištěny rakovinotvorné účinky na lidský organizmus.

## Použití
Vlákna vyrobená technologií CVD se používají jen na kompozity s kovovými, keramickými nebo uhlíkovými matricemi. Zhotovují se z nich součásti pro letecký průmysl a výrobky odolné proti vysokým teplotám.
Vlákna z prekurzorů se dají vkládat jak do polymerních tak i do kovových matric. Účel použití je zejména zvýšení pevnosti a odolnosti proti vysokým teplotám. Možné je také přímé použití jako technické textilie na izolace a filtry.
Whiskery jsou vhodné jako výztuž hliníkových nebo titanových matric. Známé jsou např. písty motorů pro závodní automobily nebo obráběcí nástroje z hliníkových slitin zpevněných whiskery z karbidu křemíku aj.